# Stratford Canning
Pour les articles homonymes, voir Canning.
Stratford Canning (1786-1880), 1er vicomte Stratford de Redcliffe, est un diplomate britannique du XIXe siècle. 

## Biographie
Il est notamment membre du Parlement du Royaume-Uni et ambassadeur dans de nombreux États, et notamment à Constantinople en 1853 lors de la crise diplomatique qui aboutit à la guerre de Crimée.
Il est chevalier de l'ordre de la Jarretière et de l'ordre du Bain, conseiller privé. Il est un oncle du premier ministre George Canning, fils de l'actrice Mary Ann Costello.